# Petr Kučera (politik TOP 09)
Petr Kučera (* 12. listopadu 1983 Praha) je český politik a manažer, od roku 2011 zastupitel městské části Praha 4 (z toho v letech 2014 až 2015 také radní MČ), člen TOP 09.

## Život
Narodil se v roce 1983 v Praze. Vystudoval obor International Relations and European Studies na Metropolitní univerzitě Praha (MUP) a absolvoval rigorózní řízení v programu Mezinárodní vztahy a evropská studia na stejné vysoké škole.
Několik let byl zaměstnán v tiskových odborech Ministerstva zemědělství ČR a Ministerstva životního prostředí ČR. Dále pak na Úřadu vlády ČR jako protokolista a jako krajský a volební koordinátor.
Hovoří anglicky a německy. Je aktivním sportovcem, hraje futsal a fotbal, rád lyžuje, jezdí na běžkách a vyráží do přírody.

## Politické působení
V roce 2010 vstoupil do TOP 09, předtím se aktivně politicky neangažoval. V komunálních volbách v roce 2010 kandidoval do Zastupitelstva městské části Praha 4, ale neuspěl (stal se prvním náhradníkem). V září 2011 však nahradil Kateřinu Chalupníkovou, která na svůj mandát rezignovala. Ve volbách v roce 2014 post zastupitele obhájil a v listopadu 2014 byl zvolen radním MČ pro životní prostředí. Z této pozice byl však v březnu 2015, po sestavení nové koalice, odvolán. Mandát zastupitele MČ obhájil i ve volbách v roce 2018.
V komunálních volbách v roce 2014 kandidoval rovněž do Zastupitelstva hlavního města Prahy, ale neuspěl.
V dubnu 2013 byl zvolen členem místního výboru TOP 09 Praha 4, od května 2018 je místopředsedou. Od března 2019 až do listopadu 2020 byl předsedou mládežnického politického spolku TOP tým.